# Carl Janelli
Carl Joseph Janelli (* 14. Juli 1927 in Brooklyn; † 3. Dezember 2018 in Oceanside) war ein US-amerikanischer Jazzmusiker (Bariton- und Tenorsaxophon, Klarinette).

## Leben und Wirken
Janelli, der aus einer Einwandererfamilie stammte, begann mit 13 Jahren zunächst Klarinette zu spielen, nachdem er das Instrument auf der Weltausstellung 1939 gesehen hatte. Noch während des Zweiten Weltkriegs diente er in der US-Armee; er spielte 1946 in der 389th Army Service Forces Band. In der Nachkriegszeit trat er dann in bekannten New Yorker Veranstaltungsorten wie dem Paramount Theatre, Basin Street East, Carnegie Hall, dem Copacabana und im Empire Room des Pennsylvania Hotels (mit Tommy Dorsey) und im Birdland auf. U. a. spielte er bei Neal Hefti, im Thad Jones/Mel Lewis Orchestra sowie in den TV-Shows von  Johnny Richards und Jackie Gleason auf; außerdem war er als Begleitmusiker für Vokalisten wie Frank Sinatra, Tony Bennett, Barbra Streisand, Peggy Lee, Stevie Wonder, Sammy Davis Jr. und Natalie Cole tätig. Er arbeitete des Weiteren als Theatermusiker in Broadway-Musicals wie How to Succeed in Business, Purlie, Grease, Hello, Dolly! und Here’s Love.
Im Bereich des Modern Jazz arbeitete Janelli mit Al Cohn, Phil Woods, Clark Terry und Al Haig. Im Bereich des Jazz war er nach Angaben von Tom Lord zwischen 1953 und 1957 drei Aufnahmesessions beteiligt, bei Les und Larry Elgart und bei John Plonsky (Cool Man Cool bzw. auf  Dixie Goes Progressive, u. a. mit Urbie Green, Bill Barber, Tony Aless, Don Arnone, Jack Zimmerman, Mel Zelnick). Weitere Aufnahmen entstanden mit Lee Castle & The Jimmy Dorsey Orchestra (Play The Big Band Beatles Bag!). Von 1981 bis 1990 unterbrach er seine Musikerkarriere, um als Geschäftsführer der lokalen Musikergewerkschaft Local 802 zu arbeiten. Seinen Ruhestand verbrachte er ab 1990 in Oceanside (Kalifornien).